# Bénovie
La Bénovie est une rivière française du sud de la France, dans les départements du Gard et de l'Hérault, en région Occitanie ; c'est un affluent du fleuve côtier le Vidourle.

## Géographie
La longueur de ce cours d'eau héraultais est de 23 kilomètres.
En cas d'orages d'automne particulièrement violents, cette rivière, habituellement à sec, peut atteindre soudainement 500 à 1 000 m3/s comme en septembre 2002 ;  en attestent l'importance des ponts de Buzignargues et Galargues ainsi que l'ancien pont romain de Boisseron. 
La Bénovie se jette dans le Vidourle à Boisseron, en aval de Sommières.

## Toponymie
En 1219, le cours d'eau est mentionné « Venobia » dont l'origine est peut-être dérivée d'un radical hydronymique, dans le cartulaire de Maguelone. Il est mentionné sur les cartes de Cassini, en 1770, comme « Benovie ».

## Galerie

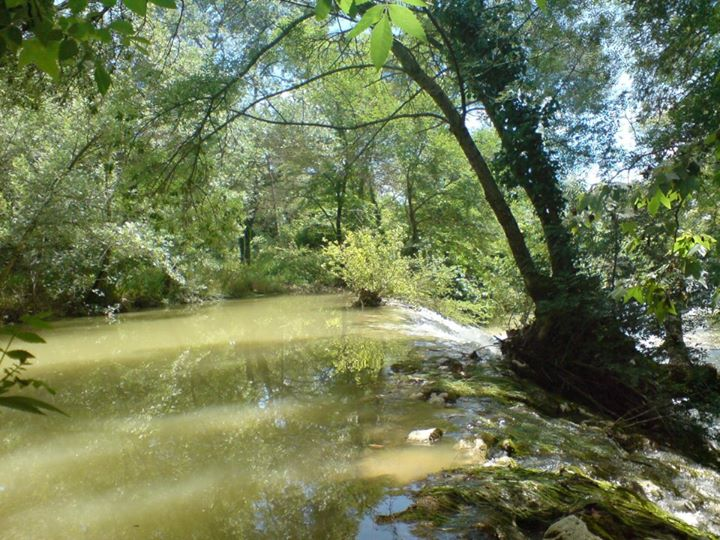
2015 : Vue de la petite cascade sur la Bénovie à Buzignargues.
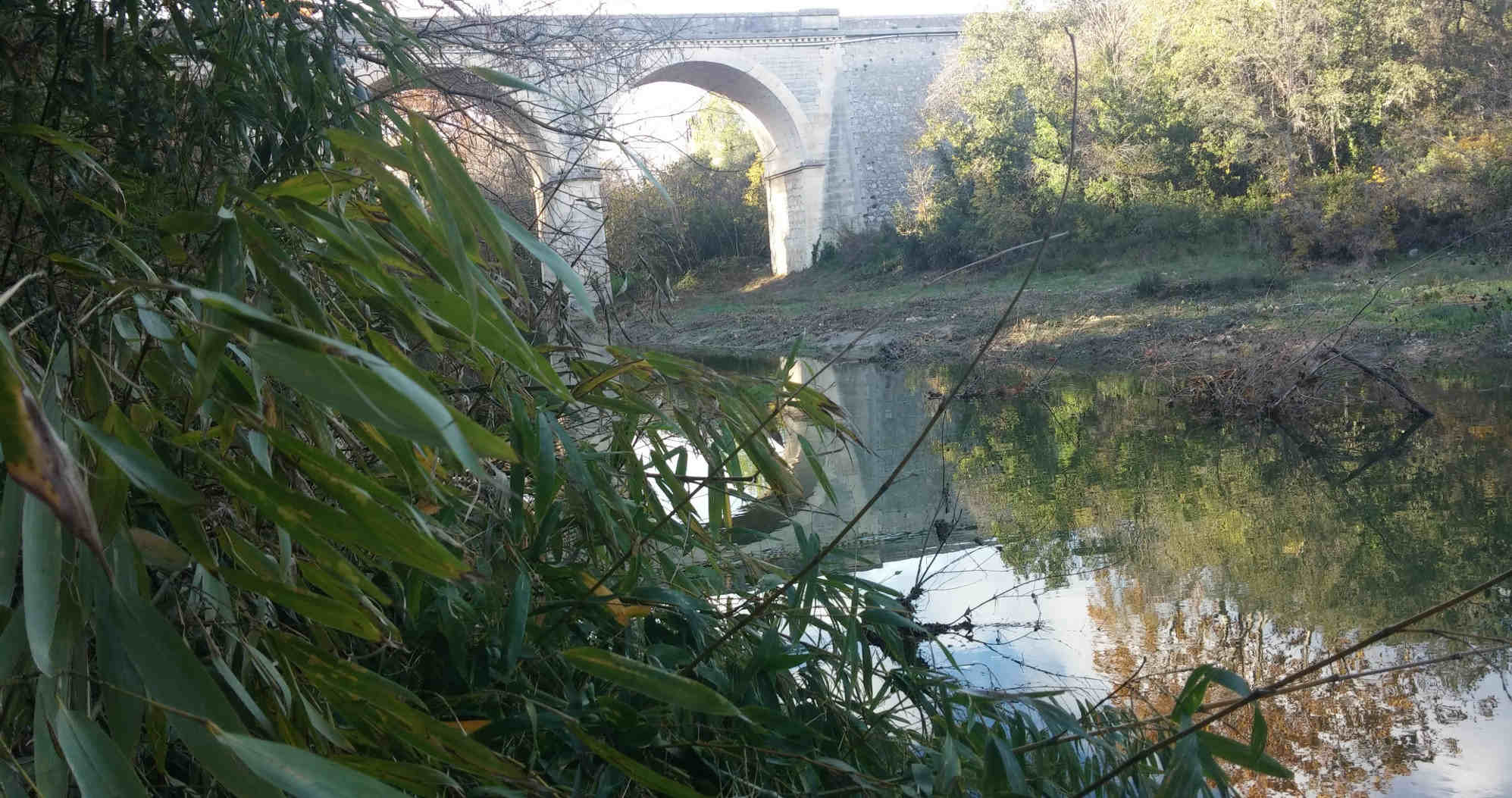
2015 : Vue de la Bénovie à Buzignargues.
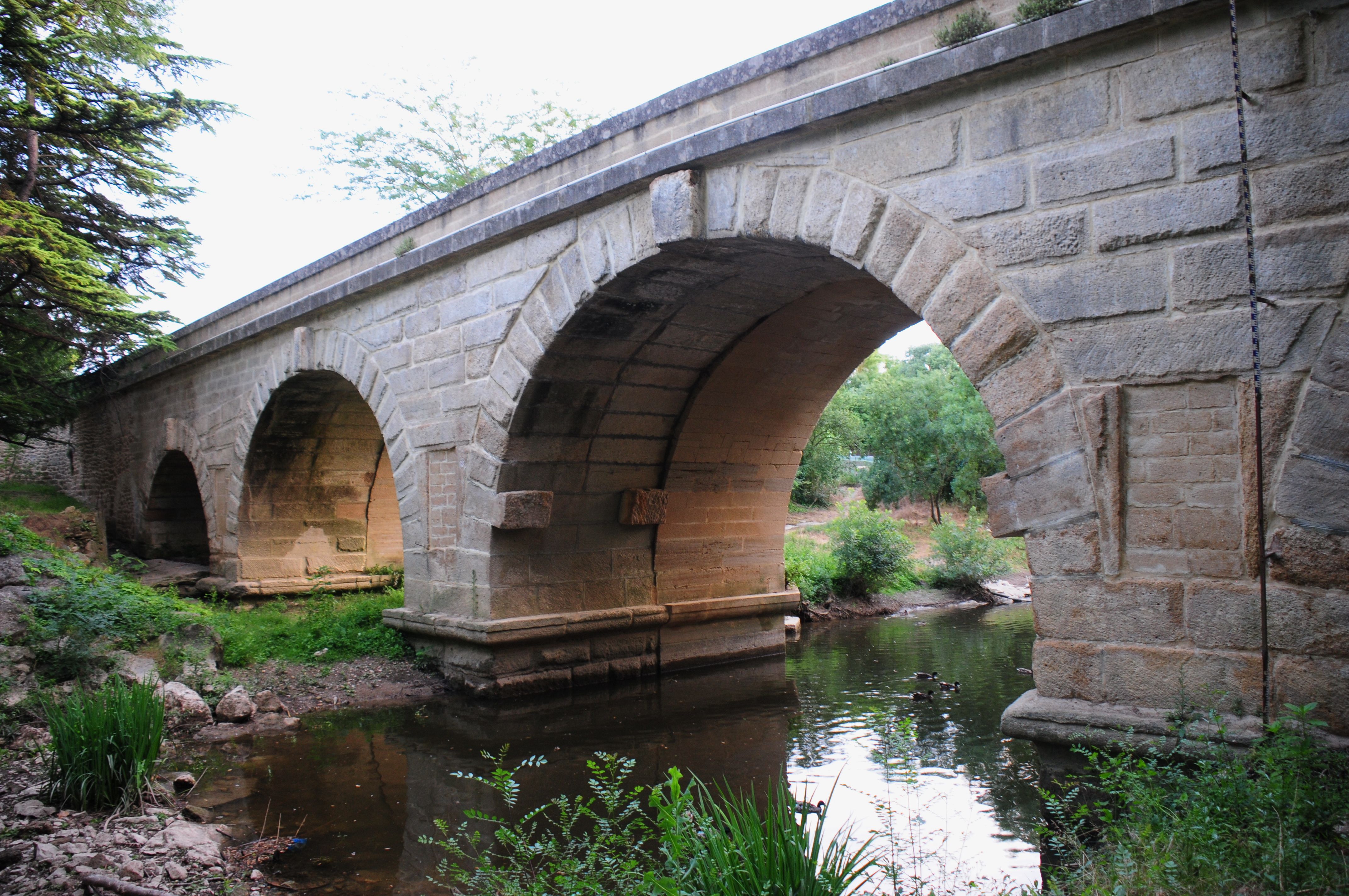
2015 : Vue du pont romain de Boisseron sur le cours d'eau.